# Stjarnan
Stjarnan F.C. este un club de fotbal din Garðabær, Islanda. Echipa susține meciurile de acasă pe Stjörnuvöllur cu o capacitate de 1000 de locuri.

## Jucători notabili
- Veigar Páll Gunnarsson
- Árni Gautur Arason
- Bjarni Sigurdsson
- Arnór Guðjohnsen